# Éditions de la Différence
Pour les articles homonymes, voir La Différence.
Les Éditions de la Différence sont une maison d'édition française à compte d'éditeur fondée en 1976 par Joaquim Vital, Marcel Paquet, philosophe, et Patrick Waldberg, écrivain et historien d’art, rejoints la même année par Colette Lambrichs.

## Histoire
En 2011, après le décès de Joaquim Vital, Claude Mineraud devient président des éditions et Colette Lambrichs directeur général. Dès lors, la maison se restructure de fond en comble et se dote, notamment, à partir du 1er janvier 2012, de sa propre équipe de diffusion pour la France, la Belgique et le Luxembourg. De SARL, elle se transforme en une SAS au capital de 1 393 775 euros. La société compte 19 salariés en 2012.
À partir de 1987, l’éditeur décide également de publier les œuvres complètes d’auteurs classiques et d'auteurs contemporains : Homère, Virgile, Dante, Pindare, Alexandre Vvedenski, Fernando Pessoa, Ladislav Klíma, Friedrich Hölderlin, Henry James, Claude Michel Cluny, Michel Butor, Abdellatif Laâbi, Mohammed Dib, Abdelkébir Khatibi, Jean Pérol, Michel Waldberg, etc.
Sous l'impulsion de Joaquim Vital, les Éditions de la Différence publient de nombreux auteurs portugais. La maison s'intéresse aussi à la littérature d'Amérique latine, d'Europe de l'Est, du Maghreb, entre autres.
La poésie prend une place importante dans le catalogue de l’éditeur, particulièrement à partir de 1989 avec le lancement de la collection « Orphée » (poésie bilingue au format poche), dirigée par Claude Michel Cluny. La collection reçoit en 1991 le prix Diderot-Universalis. Après s’être interrompue en 1998 pour des raisons économiques, elle renaît le 24 mai 2012.
La collection « Minos », créée en 2002, réédite des ouvrages devenus inaccessibles, dont beaucoup appartiennent au fonds de la maison.
Fortement déficitaire, elle est mise en liquidation judiciaire le 20 juin 2017. Le 12 février 2019, le tribunal de commerce de Paris annule cette liquidation, permettant à la société de reprendre son activité.
La présidence des Éditions est reprise le 10 janvier 2020 par Jean-Pierre Archenoult, éditeur d'art, qui a travaillé notamment avec César et Max Ernst.
L'ouverture de la première librairie des Éditions de la Différence est annoncée pour septembre 2020 à Paris.
Ariana Saenz Espinoza, éditrice, journaliste et traductrice, est nommée directrice littéraire le 5 juillet 2021, jusqu'au 20 novembre 2021.
Le 22 novembre 2021, Soufiane Bensabra est nommé président. Des difficultés de gestion et un conflit interne suscitent un nouveau placement en liquidation judiciaire le 26 mai 2023.

## Publications
Le catalogue des Éditions de la Différence comptait, avant la fermeture puis la réouverture, plus de 2 000 titres (350 artistes et 960 auteurs). En moyenne, ce sont 50 ouvrages qui étaient publiés chaque année[réf. nécessaire].
Le tirage moyen, tous secteurs confondus, était d’environ 2 800 exemplaires par titre en 2000. Les Éditions de la Différence publient de la littérature française (collections « Littérature », « Œuvres complètes ») et étrangère, de la poésie (collections « Clepsydre », « Le Fleuve et l'Écho », « Orphée »), des essais (« Les Essais ») et des livres d'art (« Les Irréguliers », « Mains et Merveilles », « Matière d'images »). L’éditeur propose également deux collections au format poche : « Minos » et « Orphée », aujourd'hui dirigée par Thierry Gillyboeuf.

## Traduction littéraire
Plusieurs traducteurs de la maison ont été récompensés. Le grand prix national de la traduction a été décerné à Erika Abrams en 1994. Jean Pavans, lui, a reçu le prix Halpérine-Kaminsky Consécration, de la Société des gens de lettres.

## Bibliophilie
Les Éditions de la Différence proposent des éditions de luxe illustrées et signées. Ainsi, les ouvrages du peintre Alekos Fassianos et du poète Michel Waldberg, tirés au nombre limité de 125 exemplaires.

## Quelques auteurs
- Adonis
- Raphaël Aubert
- Jacques Bellefroid
- Roger Bodart
- Michel Butor
- Claude Michel Cluny
- Mohammed Dib
- Michel Houellebecq
- Jacques Izoard
- Ladislav Klíma
- Abdellatif Laâbi
- Denis Langlois
- Mohamed Leftah
- Patrice Lelorain
- Yves Mabin Chennevière
- Pierre Mérot
- Dominique Noguez
- Carl Norac
- Fernando Pessoa
- Anna Luisa Pignatelli
- Michel Waldberg
- Jean Pérol

## Quelques artistes
- Pierre Alechinsky
- Arman
- Miquel Barceló
- César
- Corneille
- Dado
- Ipoustéguy
- Pierre Klossowski
- Michel Macréau
- Jean-Luc Parant
- Júlio Pomar
- Niki de Saint Phalle
- Leonardo Marcos